# Salvador Cabeza de León
Salvador Cabeza de León (Betanzos, 4 de febrero de 1864-Santiago de Compostela, 20 de mayo de 1934) fue un destacado galleguista, profesor y político español.

## Trayectoria

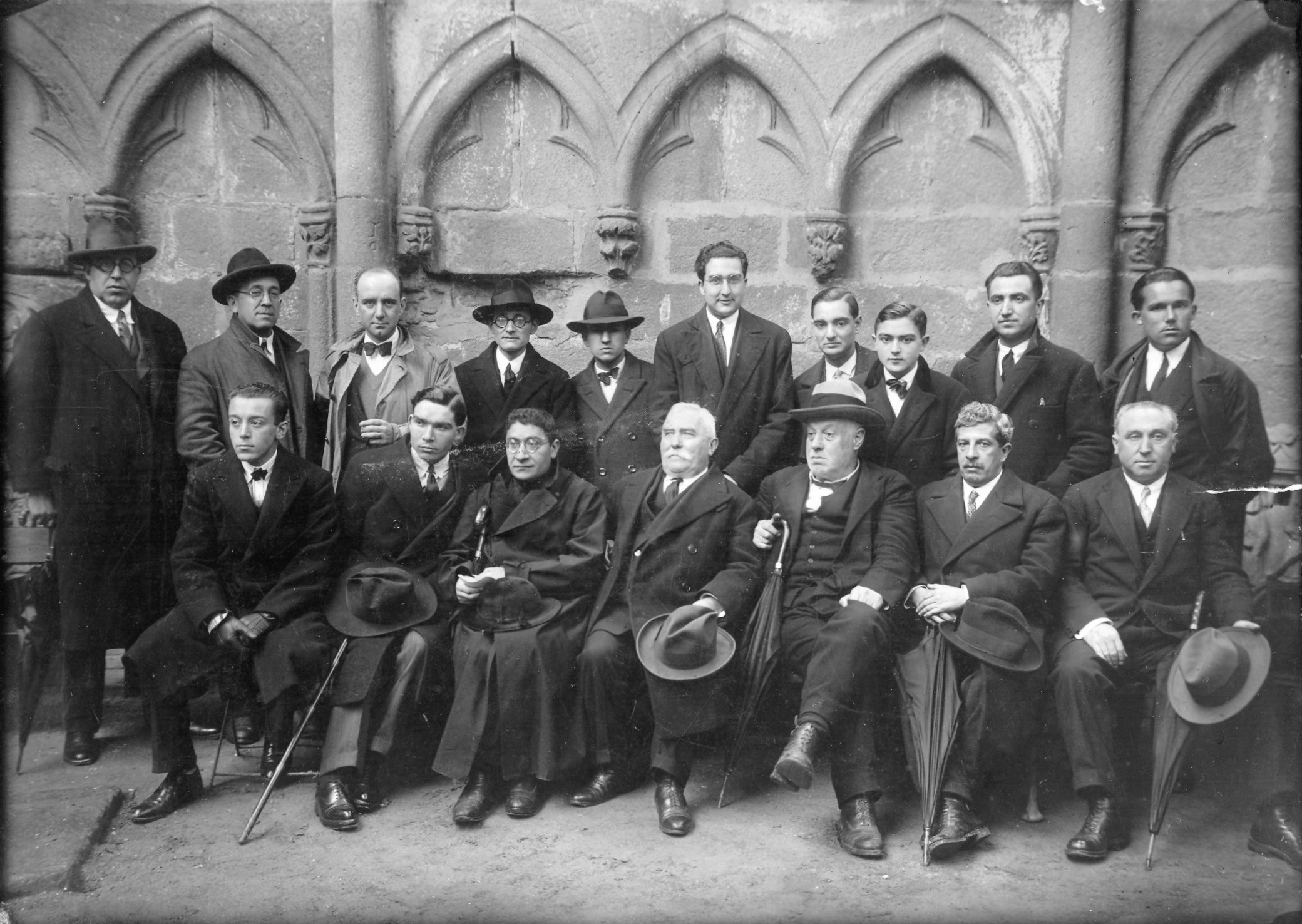
Miembros del SEG en 1928: De izquierda la derecha en la hilera de atrás: Ramón Otero Pedrayo, Antón Losada Diéguez, Florentino López Cuevillas, Vicente Risco, Carballo Calero, Xosé Filgueira Valverde, Sebastián García Paz, Luis Pintos Fonseca, Antón Fraguas, Bibiano Fernández Osorio-Tafall. Sentados: Isidro Parga Pondal, Abelardo Moralejo Laso, Xesús Carro García, Salvador Cabeza de León, Joaquín Arias Sanjurjo, Xerardo Álvarez Limeses y Juan Novás Guillán.

Nació en 1864 en Betanzos. Miembro de la Juventud Católica, fue un convencido carlista. Se licenció en Derecho en la Universidad de Santiago de Compostela en 1884. Amigo de Alfredo Brañas, del que fue profesor auxiliar, hasta obtener su propia cátedra de Derecho Internacional en 1903. Tras la dimisión presentada por Francisco Piñeiro Pérez, fue elegido provisionalmente alcalde de Compostela el día 30 de noviembre de 1910, hasta su toma de posesión efectiva en el 20 de febrero de 1911, después de que Piñeiro confirmara su renuncia días antes. Permanecería en el cargo hasta el primero de enero de 1914. También fue decano de la Facultad de Derecho.
En noviembre de 1890 participó en la constitución de la Asociación Regionalista Gallega que presidió Manuel Murguía. En 1917 dio el discurso de apertura del curso universitario 1917-1918 de la Universidad de Santiago de Compostela con la lectura de Notas sobre la disciplina escolar en la Universidad de Santiago durante los siglos xvi, xvii y xviii. Fue socio fundador de la Real Academia Gallega. En 1919 se integró en la Irmandade da Fala de Compostela. El 21 de junio de 1920 fue elegido vocal del Comité Compostelano de la Asociación Española para el Progreso de las Ciencias. En 1921 fundó con otras personalidades a agrupación folclórica compostelana Cantigas e Agarimos, de la que fue elegido su primer presidente. En 1925 pasó a ocupar la presidencia del Seminario de Estudios Gallegos, que no abandonó hasta su muerte. En 1927 escribió el umbral de Estampas Compostelanas, la primera publicación bibliográfica de Ksado, quien en la edición de 1948 la substituyó por otra de Valentín Paz-Andrade.